# Aporops bilinearis
Aporops bilinearis, thường được gọi là cá mú lùn nhiều đốm, là loài cá biển duy nhất thuộc chi Aporops trong họ Cá mú. Loài này được mô tả lần đầu tiên vào năm 1943.

## Phân bố và môi trường sống
A. bilinearis có phạm vi phân bố rộng rãi ở vùng biển Tây Thái Bình Dương và Ấn Độ Dương. Loài này được tìm thấy dọc theo bờ biển Đông Phi đến Nam Phi, bao gồm Madagascar và các hòn đảo xung quanh, về phía đông đến Sri Lanka và các quần đảo lân cận, xa nhất là đến quần đảo Cocos (Keeling). Ở Thái Bình Dương, chúng không được tìm thấy ở vùng biển các nước Đông Nam Á; phía bắc giới hạn đến quần đảo Ryukyu (miền nam Nhật Bản); phía nam đến vùng biển hai bờ đông bắc - tây bắc Úc, phía đông trải rộng đến các quần đảo thuộc ba tiểu vùng Micronesia, Melanesia và Polynesia. A. bilinearis sống đơn độc, bơi xung quanh các rạn san hô và rạn đá ngầm ở độ sâu khoảng 35 m trở lại.

## Mô tả
A. bilinearis trưởng thành có kích thước khoảng 10 cm. Cơ thể thuôn dài, có màu nâu nhạt với các đốm màu nâu đen trải dài theo chiều dọc cơ thể.
Số gai ở vây lưng: 7; Số tia vây mềm ở vây lưng: 23 - 25; Số gai ở vây hậu môn: 3; Số tia vây mềm ở vây hậu môn: 19 - 21; Số gai ở vây bụng: 1; Số tia vây mềm ở vây bụng: 5; Số đốt sống: 28; Số vảy đường bên: 32 - 38 (phía trước) + 14 - 28 (phía sau) khi phát triển đầy đủ..
Thức ăn của A. bilinearis có lẽ là các loài động vật giáp xác và sinh vật phù du. Đây là khá nhát, luôn ẩn trốn. Không có thông tin về việc sử dụng loài này trong thương mại.